# Kaj Gynt
Kaj Gynt (pseudonym för Karin Sophia Cederstrand gift Matthiessen och senare Fowler), född 24 oktober 1885, död 1956 (datum okänt), var en svenskamerikansk författare, främst känd som textförfattare till den populära musikalrevyn Rang Tang som sattes upp på Broadway 1927.

## Biografi
Karin Sophia Cederstrand växte upp i Stockholm som dotter till kompositören Ebba Cederstrand och Frans August Cederstrand. Den 21 december 1907 anlände hon tillsammans med sin trolovade Harald Gustav Frederic Matthiessen (1883–1940) till Ellis Island, New York och samma dag gifte de sig.
Kaj Gynt skrev librettot till den populära musikaliska revyn Rang Tang som sattes upp på Royal Theatre på Broadway i juli 1927. Den spelade under 119 föreställningar och anses vara en av de mest framgångsrika reyerna i USA under 1920-talet med en svart ensemble. Utöver Kaj Gynts svenska koppling gjordes även scenografin av konstnären Olle Nordmark.
På 1930-talet var hon manusförfattare och skådespelaragent men fungerade även som Filmjournalens New York-korrespondent.